# Vlado Goreski
Format:Multiple issues
 Vlado Goreski , macedonean : (Владо Ѓорески), născut în 1958 în Bitola, Republica Socialistă Federativă Iugoslavia este un pictor și grafician din Macedonia de Nord. A absolvit Academia de Artă din Ljubljana, Slovenia și istoria artei din Skopje, Macedonia de Nord.

## Expoziții de artă
Autor al a aproximativ 20 de expoziții de artă solo și aproximativ 150 de expoziții de artă colectivă: Slovenia,, Croația, Franța,,Anglia, Mexic, Italia, Polonia, România ...
1994 - Director al bienalei internaționale Bitola…

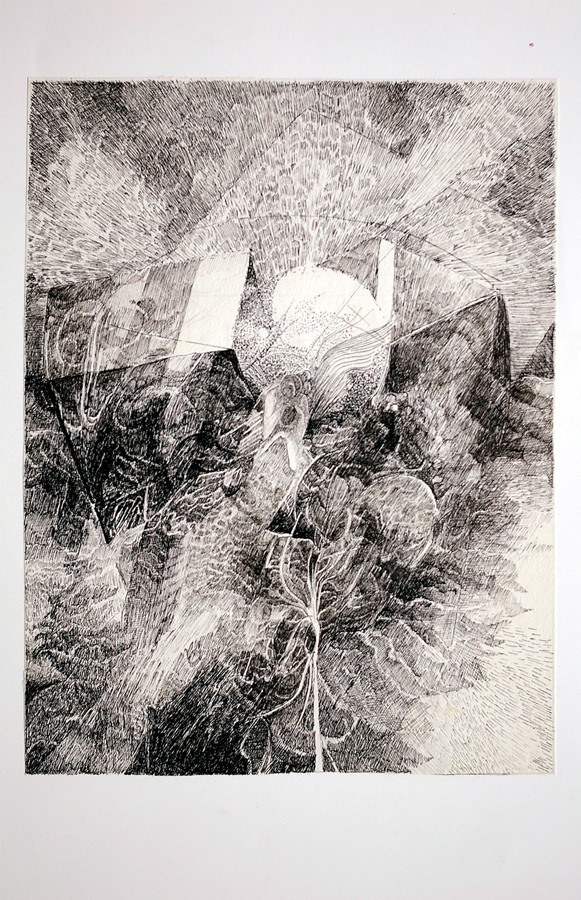
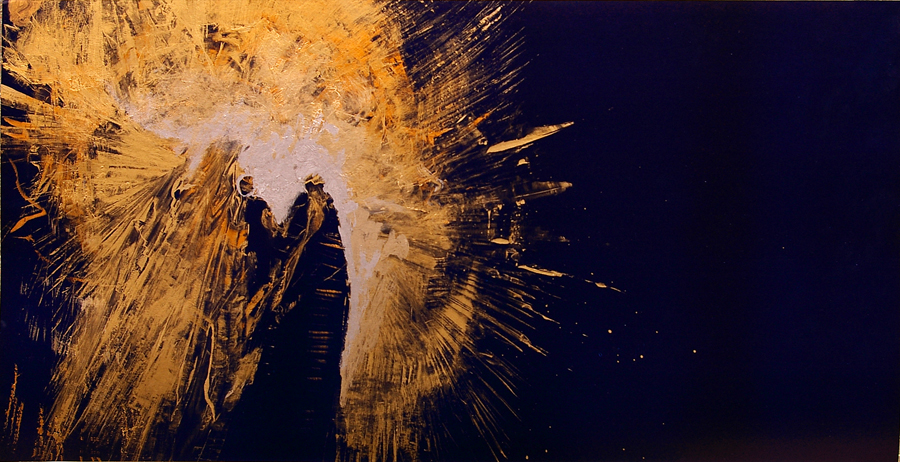
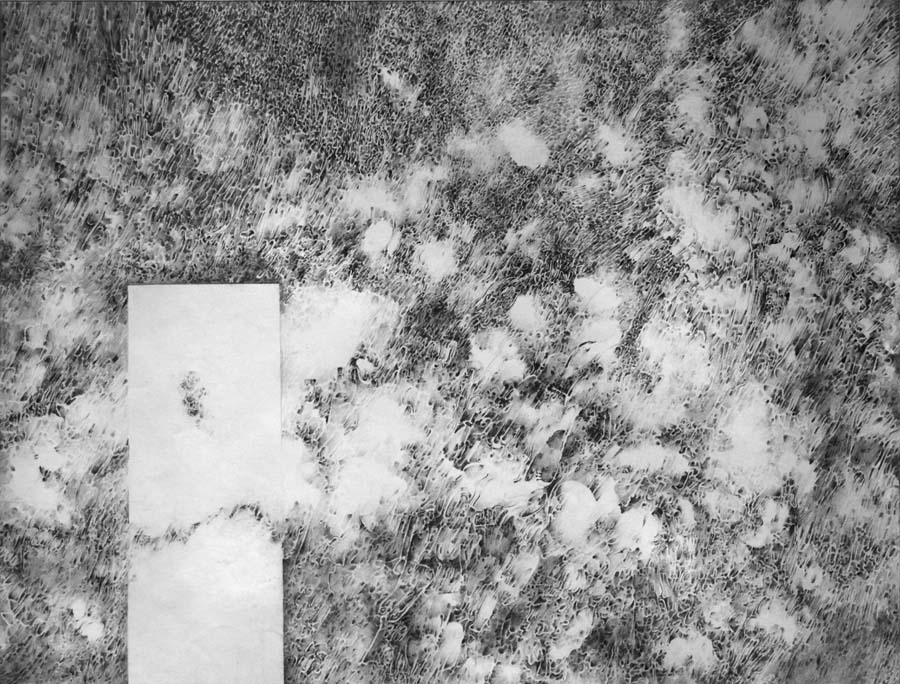

## Premii
A primit numeroase premii naționale și internaționale, inclusiv la bienala internațională din Iași din România.

## Link-uri externe
- Academia.edu
- GORESKI tutte le informazioni
- MAM Multimedia Art Magazine
- Владо Ѓорески
- Grafiche divagazioni - Grafiche divagazioni - Incisori Contemporanei